# Hebe bollonsii
Hebe bollonsii é uma espécie de planta do gênero Hebe.